# Shirley Ballas
Shirley Annette Ballas (Wallasey, Merseyside, 6 de septiembre de 1960) es una bailarina de salón, coreógrafa, profesora y adjudicadora de baile de británica, quien se especializa en la división International Latin, donde ganó varios títulos de campeonato, lo que le valió el apodo de «La Reina del Latin».
En 2017, Ballas se convirtió en el juez principal en el programa de la BBC, Strictly Come Dancing, en sustitución de Len Goodman.

## Vida y carrera de baile
Ballas nació y creció en Wallasey, Inglaterra, con su hermano David y su madre Audrey. El padre de los niños dejó a la familia cuando Shirley tenía 2 años. Ella comenzó a bailar a los 7 años, y comenzó a actuar competitivamente en los años siguientes.
A los 15 años, Ballas se mudó a Yorkshire del Norte para asociarse con el campeón de salón de baile británico Nigel Tiffany, que describió como «un momento difícil». Dos años más tarde, se mudó con Tiffany a Londres, donde su asociación terminó después de que la profesora de baile Nina Hunt la convenciera de audicionar para asociarse con el bailarín Sammy Stopford. Los dos se casaron cuando Ballas tenía 18 años, y la relación terminó cinco años después. Como pareja de baile, ocuparon el segundo lugar en los Campeonatos de Baile Latino Profesional de 1982, 1983 y 1985. Ambos ganaron el Campeonato Internacional de Baile Latino de 1983, y fueron los Campeones Abiertos del Reino Unido en 1984 en Latín Profesional.
A mediados de la década de 1980, se casó con Corky Ballas. Juntos ganaron el Campeonato Internacional de Baile Latino en 1995, en el Royal Albert Hall de Londres (se habían conocido en una competición latina en Montreal, Quebec, Canadá). La pareja se mudó a Houston, Texas para competir en los Estados Unidos. Su único hijo, el bailarín de salón Mark Ballas, nació en 1986. Sin embargo, la pareja se divorció en 2007.
Ballas dejó de competir en competiciones de baile en 1996, convirtiéndose en entrenadora de baile y juez de bailes de salón y competiciones latinoamericanas.

## Televisión

### Dancing with the Stars
Ballas ha aparecido en Dancing with the Stars, dando lecciones magistrales y comentando sobre el programa.

### Strictly Come Dancing
El 9 de mayo de 2017, se anunció que Ballas se uniría al jurado de Strictly Come Dancing en BBC One, en sustitución de Len Goodman como juez principal. Ella hizo su primera aparición en el panel cuatro meses más adelante, en el show de lanzamiento de la serie 15 el 9 de septiembre ese año.

## Filmografía
| Año   | Título                    | Papel              | Notas                |
| ----- | ------------------------- | ------------------ | -------------------- |
| 2009  | Dancing with the Stars    | Invitada           |                      |
| 2017— | Strictly Come Dancing     | Juez principal     | Serie 15 en adelante |
| 2018  | Loose Women               | Panelista invitada | 1 episodio           |
| 2018  | Who Do You Think You Are? | Ella misma         | Episodio 5           |